# Petre P. Panaitescu
Petre P. Panaitescu (n. 13 martie 1900, Iași – d. 14 noiembrie 1967, București) a fost un istoric și filolog român, membru corespondent (din 1934) al Academiei Române.

## Biografie
Petre P. Panaitescu a fost fiul lui Panait N. Panaitescu, inginer și al Leoniei Panaitescu (n. Greceanu). După terminarea liceului la Iași (1917), urmează cursurile Facultății de Litere, secția istorie, de la Universitatea din București (1918-1922), unde îi are ca profesori pe Nicolae Iorga, Vasile Pârvan, Dimitrie Onciul și Demostene Russo.
Este apoi lector de limba română la Universitatea din Cracovia (1923-1924), după care devine bursier la Școala Română de la Fontenay aux Roses. În 1925 își ia doctoratul la Universitatea din București, cu o teză privind influența polonă în scrierile lui Grigore Ureche și Miron Costin. Din 1927 devine conferențiar universitar, iar din 1934 profesor de istoria slavilor la Universitatea din București. În perioada 1941-1965 a fost  cercetător la Institutul de Istorie „Nicolae Iorga” din București. A fost continuatorul lui Ioan Bogdan în domeniul studiilor de slavistică. A colaborat la elaborarea tratatelor de Istoria României (vol. II, 1962; vol. III, 1964) și de Istoria literaturii române (vol. I, 1964). Petre P. Panaitescu a fost directorul ziarului Cuvântul al Mișcării Legionare după reapariția acestuia la 14 octombrie 1940 precum și rector al Universității București în cadrul Statului Național - Legionar  în perioada 1940 - 1941.

## Opere

### Volume
- Influența polonă în opera și personalitatea cronicarilor Grigore Ureche și Miron Costin, București, Editura Cultura Națională, 1925.
- Mihai Viteazul, București, Fundația „Regele Carol I”, 1936; reed. Editura Corint, 2002 (cu un cuvânt înainte de Șerban Papacostea).
- Istoria românilor, Craiova, 1942, manual reeditat la Editura Didactică și Pedagogică în 1990.
- Dimitrie Cantemir, București, Editura Academiei, 1958.
- Obștea țărănească în Țara Românească și Moldova: orânduirea feudală, București, Editura Academiei, 1964.
- Începuturile și biruința scrisului în limba română, București, Editura Academiei, 1965.
- Introducere la istoria culturii românești, București, Editura Științifică, 1969; reed. Editura Minerva, 2000.
- Contribuții la istoria culturii românești, București, Editura Minerva, 1971.
- Pagini de jurnal: 1921-1927, ediție îngrijită de Silvia Panaitescu, Cluj, Editura Dacia, 1974.
- Nicolae Milescu Spătarul, Iași, Editura Junimea, 1987.
- Interpretări românești, București, Editura Enciclopedică, 1994.
- Petru Movilă, București, Editura Enciclopedică, 1996.
- Mircea cel Bătrân, ed. a II-a, București, Editura Corint, 2000.

### Ediții. Culegeri de documente
- Documentele Țării Românești, I. Documente interne (1369-1490) , București, Fundația „Regele Carol I”, 1938.
- Miron Costin, Letopisețul Țării Moldovei de la Aron Vodă încoace, București, Fundația Regală pentru Literatură și Artă, 1944.
- Miron Costin, Opere, București, ESPLA, 1958.
- Grigore Ureche, Letopisețul Țării Moldovei, București, ESPLA, 1955; 1958.
- Cronicile slavo-române din sec. XV-XVI, publicate de Ioan Bogdan, ediție revăzută și completată, București, Editura Academiei, 1959.
- Liturghierul lui Macarie, București, Editura Academiei, 1961.
- Dimitrie Cantemir, Istoria ieroglifică, București, Editura pentru Literatură, 1965; reed. Editura Minerva, 1978, 1983 (în colaborare cu Ion Verdeș).
- Manuscrise slave din Biblioteca Academiei R.P.R., București, Editura Academiei, 1959.
- Catalogul manuscriselor slavo-române și slave din Biblioteca Academiei Române, București, Editura Academiei Române, 2003.

## Afilieri
- Membru corespondent al Academiei Române (1934)
- Membru al Institutului pentru Studiul Europei sud-estice din München
- Membru fondator al Asociației Slaviștilor din România